# Bisdom Austin

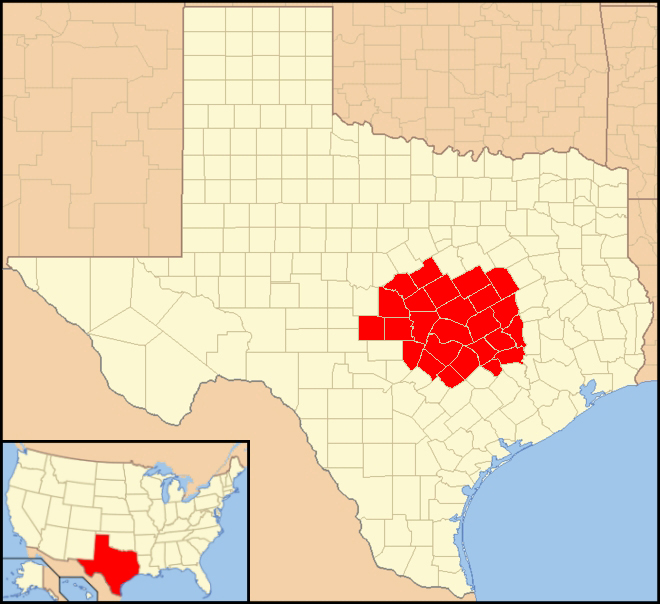
Het bisdom Austin (rood) binnen de staat Texas

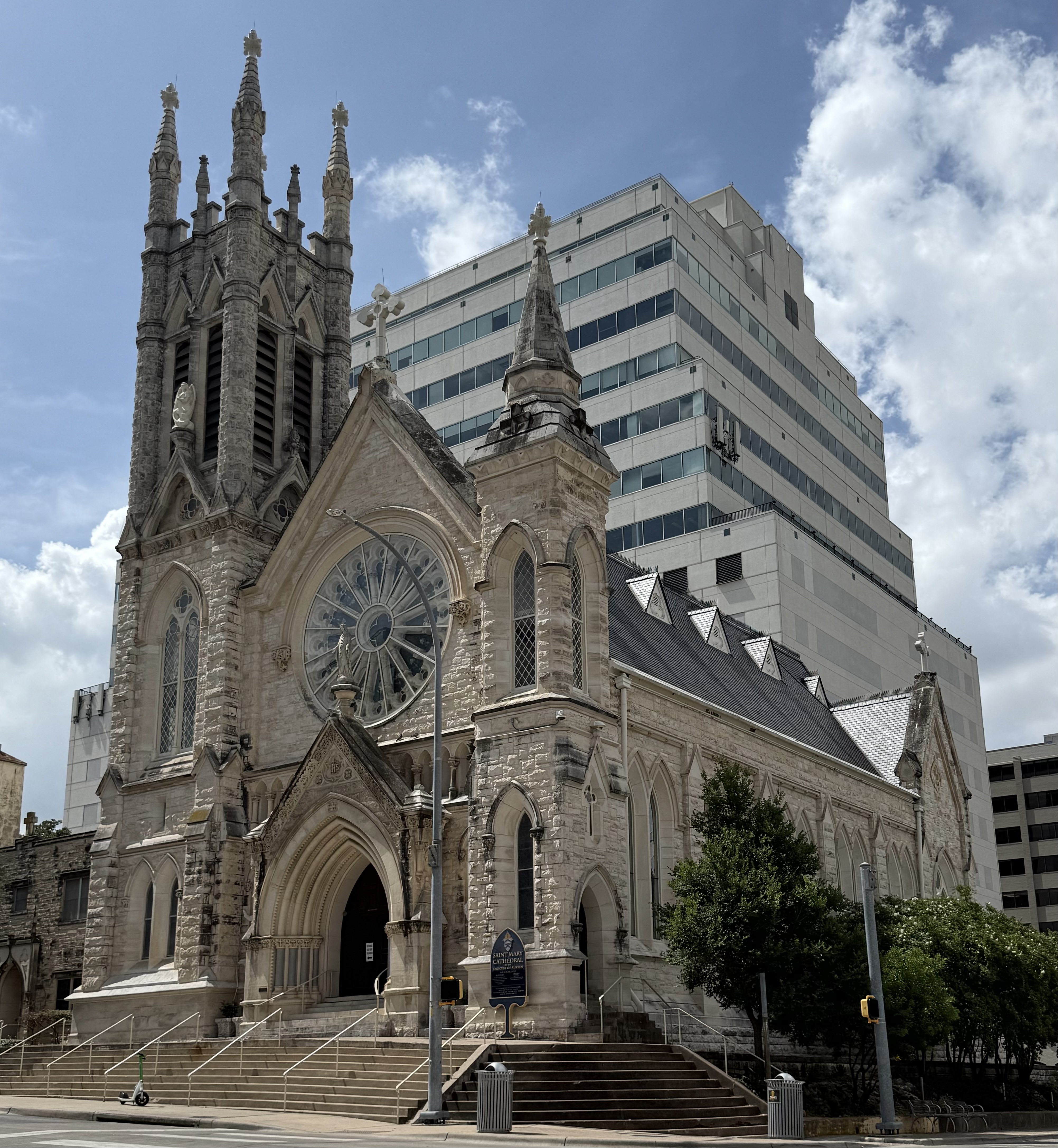
De kathedraal van St. Mary van Austin

Het bisdom Austin (Latijn: Dioecesis Austiniensis) is een rooms-katholiek bisdom met als zetel Austin in Texas. Het is een suffragaan bisdom van het aartsbisdom Galveston-Houston. Het bisdom werd opgericht in 1947, tot 2004 was het suffragaan aan het aartsbisdom San Antonio.
In 2018 telde het bisdom 102 parochies. Het bisdom heeft een oppervlakte van 54.561 km2 en bestaat uit de county's Mills, Hamilton, San Saba, Lampasas, Coryell, McLennan, Limestone, Bell, Falls, Robertson, Mason, Llano, Burnet, Williamson, Milam, Brazos, Blanco, Travis, Bastrop, Lee, Burleson, Washington, Hays en Caldwell en een deel van Fayette County. Het bisdom telde in 2018 3.239.259 inwoners waarvan 18,5% rooms-katholiek was.

## Bisschoppen
- Louis Joseph Reicher (1947-1971)
- Vincent Madeley Harris (1971-1985)
- John Edward McCarthy (1985-2001)
- Gregory Michael Aymond (2001-2009)
- Joe Steve Vásquez (2010-)

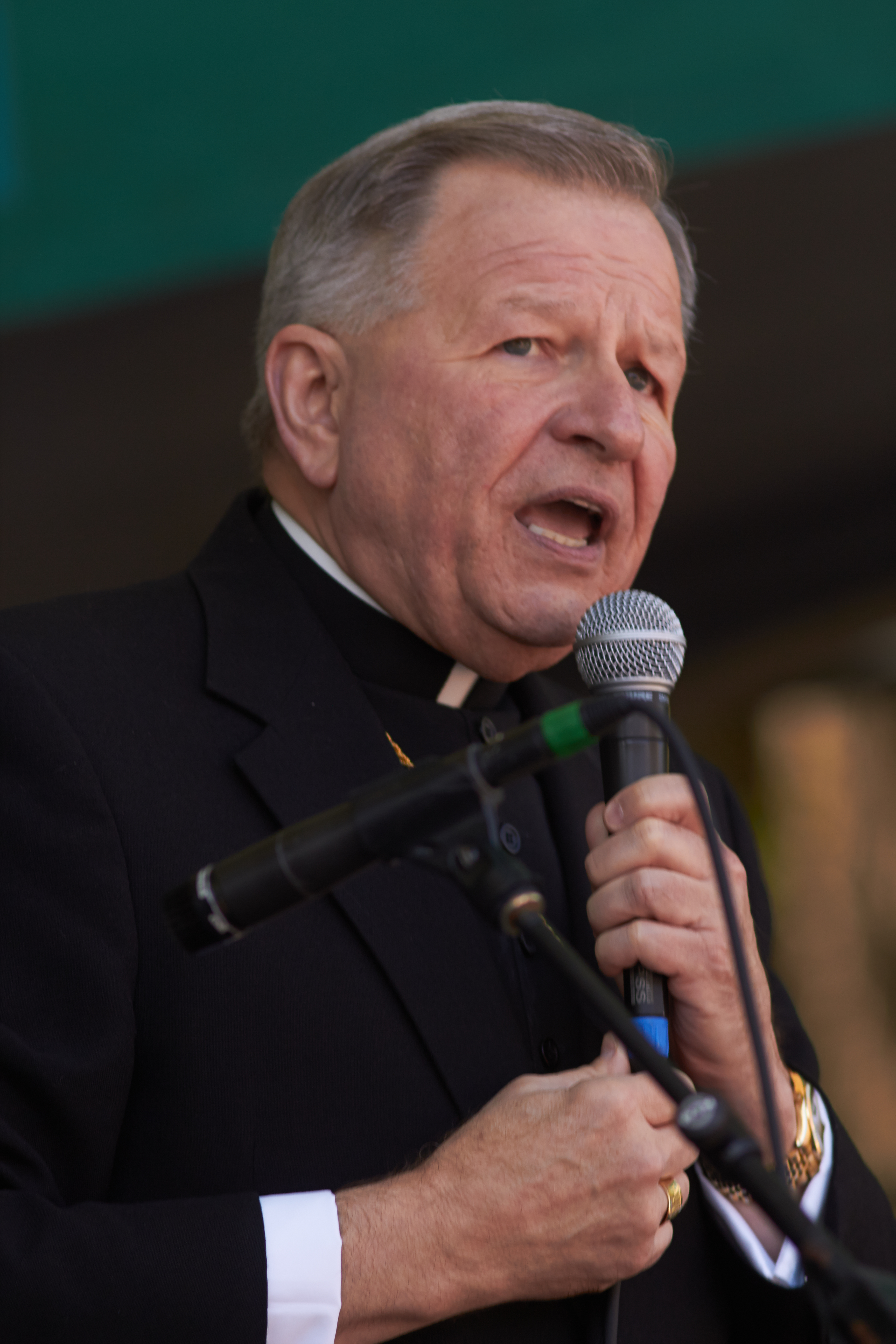
Gregory Michael Aymond